# 틸란드시아 부르게이
틸란드시아 부르게이는 틸란드시아속에 속한 멕시코의 자생종이다.

## 재배품종
- Tillandsia 'Aristocrat'